# Landsmannschaft Teutonia Heidelberg-Rostock
Die Landsmannschaft Teutonia Heidelberg-Rostock im CC zu Heidelberg ist eine pflichtschlagende und farbentragende Studentenverbindung im Coburger Convent (CC). Die Landsmannschaft ist an der Ruprecht-Karls-Universität Heidelberg ansässig.

## Couleur und Sprüche

Traditionsband

Die Landsmannschaft Teutonia Heidelberg-Rostock führt die Burschenfarben Rot-Weiß-Violett und die Fuxenfarben Weiß-Violett jeweils mit silberner Perkussion. Die Mütze hat das Biedermeierformat und wird als Hinterhauptcouleur getragen. Ferner tragen der Erstchargierte und der Vorsitzende des Altherrenverbandes als Traditionsband das Band der Landsmannschaft Teutonia Rostock in den Farben Schwarz-Weiß-Schwarz auf rotem Hintergrund mit silberner Perkussion. Außerdem steht es jedem Teuten frei, eine zusätzliche Mensur auf das Traditionsband zu fechten.
Der Wahlspruch lautet: In Treue fest! Der Waffenspruch lautet: Teutonia sei's Panier!

## Geschichte

### Landsmannschaft Teutonia Heidelberg (1883–1968)

Wappen um 1910

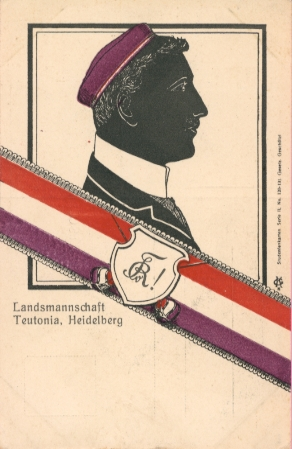
Couleurkarte um 1910

Die Gründung der heutigen Landsmannschaft Teutonia Heidelberg erfolgte am 2. November 1883 im Deutschen Hause in der Augustinergasse in Heidelberg als Akademischer Kameralisten Verein. Ursprünglich gehörten dem Verein nur Badener an, dennoch gab es keine landsmannschaftliche oder heimatverbundene Ausrichtung. Durch bestmögliche wissenschaftliche Bildung wollte der Verein dem Vaterland dienen, daher wurde großer Wert vor allem auf wissenschaftliche Vorträge und Diskussionen über staatsrechtlich-ökonomischen Themen gelegt. Neben den Mitgliedern nahmen daran auch regelmäßig Heidelberger Professoren teil. 1884 erfolgte der Eintritt in den Verband wissenschaftlicher Verbindungen zu Heidelberg. Im Jahr 1887 erfolgte eine Namensänderung in Rechts- und Staatswissenschaftlicher Verein (R.St.V.), ehemaliger Kameralisten Verein. Der Zusatz fiel im Jahr 1891 weg, im gleichen Jahr wurde ein Altherrenverband gegründet und es wurden die ersten Partien geschlagen. Nach der Einführung der unbedingten Satisfaktion erfolgte im Jahre 1891 die Umbenennung in Rechts- und Staatswissenschaftlicher Verein Teutonia. Im Jahr 1901 gab sich die Verbindung die Losung Freundschaft – Wissenschaft – Vaterland, um die gleiche Zeit wurden erstmals Couleurgegenstände in Form von Bierzipfeln getragen. Nachdem in den Folgejahren zahlreiche Nichtjuristen beigetreten waren, wurde der Name im Jahre 1903 erneut geändert, diesmal in Wissenschaftliche Verbindung Teutonia. Ab 1904 wurde auf eigene Waffen gefochten, und es entwickelte sich ein reges Paukverhältnis mit Zaringia. Die gehaltenen Vorträge dienten mittlerweile lediglich noch der Schulung der freien Rede und so verwarf man das Wissenschaftsprinzip. Im April 1908 erfolgte die Umbenennung in Freie Landsmannschaft Teutonia, bereits seit Februar desselben Jahres wurde Couleur getragen und somit die letzte Voraussetzung für die Mitgliedschaft im Coburger LC geschaffen. Die Reception und damit die endgültige Aufnahme in den Verband erfolgte am 1. Juni 1909, die Receptionspartien wurden von Wanger, Kullmann, Felger, List und Müller gegen Zaringia geschlagen. Im selben Jahr erschien die erste Teutenzeitung.
Für die Dauer des Ersten Weltkrieges wurde der Bund suspendiert. Praktisch die gesamte Aktivitas sowie Teile der Altherrenschaft hatten sich freiwillig gemeldet, mit 15 Gefallenen verlor Teutonia etwas mehr als zehn Prozent ihrer Mitglieder. Der einzige in Heidelberg verbliebene Aktive war der kriegsinvalide inaktive Bursch Gaßner. Dieser wurde 1916 von der Universität Heidelberg zum Vorsitzenden im Ausschuß der Heidelberger Studentenschaft bestimmt und blieb dies bis zum Ende des Krieges. Im Jahre 1919 wurde Teutonia im Essighaus wiedereröffnet, im gleichen Jahr wurde das Bremeneck für 150.000 Goldmark erworben. Besonders verdient machte sich bei diesem Erwerb AH Neuburger. Im ersten Nachkriegssemester erhielt man einen Zuwachs von 21 Füchsen, in den nun folgenden zwanziger Jahren erlebte Teutonia wie viele andere Verbindungen eine Blütezeit. 1934 übernahm Teutonia das Präsidium der Deutschen Landsmannschaft, diese löste Pfingsten 1936 ihren aktiven Zweig auf, 1938 folgte dann die komplette Liquidierung. Am 31. Januar 1936 sah sich der Vorsitzende des Altherrenverbandes Eux Stocke aufgrund des steigenden Drucks auf die Studentenverbindungen durch das nationalsozialistische Regime gezwungen, die Aktivitas zu suspendieren. Der Wunsch nach einem Fortbestehen der Teutonia über die Verbotszeit hinweg führte 1937 zur Gründung der Kameradschaft auf dem Bremeneck. Mit dieser wurde der spätere Eintritt deren Mitglieder in die Altherrenschaft Teutoniae vertraglich geregelt. Die Auflösung der Kameradschaft erfolgte 1945, beginnend mit dem 11. November 1946 wurden wieder Teutentreffen abgehalten. 1948 wurde durch die ehemaligen Kameradschafter der Bremeneck-Club gegründet, 1949 in Studentische Vereinigung Teutonia und 1950 erneut in Studentische Verbindung Teutonia umbenannt. Seit der Vereinigung der Deutschen Landsmannschaft (DL) und des Vertreter-Conventes der Turnerschaften (VC) zum Coburger Convent akademischer Landsmannschaften und Turnerschaften (CC) wurde schließlich der Name Landsmannschaft Teutonia im CC zu Heidelberg geführt. Die ersten Partien nach dem Zweiten Weltkrieg wurden am 29. Februar 1952 von Wenz, Pistorius, Schuff, Schoop und Michaelis gegen das Corps Rhenania geschlagen. Zu diesem Zeitpunkt war das Fechten im Land Württemberg-Baden noch verboten. 1953 wurde im Göttinger Mensurenprozess vom Bundesgerichtshof festgestellt, dass das Mensurfechten nicht sittenwidrig sei. Seitdem werden bei Teutonia drei Pflichtmensuren gefochten.

### Landsmannschaft Teutonia Rostock (1884–1936)

Zirkel d. ehem. L. Teutonia Rostock

Mütze d. ehem. L. Teutonia Rostock

Am 18. Dezember 1884 wurde in Berlin der sogenannte Akademische Bund gegründet. Der Jurastudent Albert Glatzel, der den Bund ins Leben gerufen hatte, wollte dadurch eine Sammlung national eingestellter Studenten erreichen, die sich sowohl vom damals antisemitischen VDSt als auch von linksliberalen Studentengruppen abgrenzen wollten. Die politischen Ziele traten jedoch bald in den Hintergrund und da die meisten Mitglieder an der juristischen Fakultät studierten, trat nun der Fachgrundsatz in den Vordergrund. Im Jahre 1886 erfolgte die Umbenennung in Akademisch Rechtswissenschaftlicher Verein (A.R.V.), 1891 wurde der Zusatz Teutonia ergänzt. Eine erneute Namensänderung im Jahre 1905 erbrachte den Namen Juristenverbindung Teutonia. Nachdem als äußeres Erkennungsmerkmal zunächst eine Schleife in Bundesfarben getragen wurde, legte man ab 1903 stattdessen ein Band an. Das vollständige Anlegen von Couleur wurde im Wintersemester 1910/11 beschlossen, man setzte sich nunmehr hellrote Mützen auf. Ab Dezember 1911 wurden diese durch weiße Stürmer ersetzt. Der Fechtbetrieb wurde 1889 eingerichtet, auf eigene Waffen wurde ab 1910 gefochten.
Der ursprüngliche Akademische Bund hatte sich nun zur farbentragenden, schlagenden Korporation gewandelt. Als logische Konsequenz dessen strebte man die Zugehörigkeit zu einem der großen Dachverbände an. Bereits 1894 bestand mit dem damaligen Rechts- und Staatswissenschaftlichen Verein (R.St.V.) zu Heidelberg ein Kartellverhältnis. Dieser hatte sich mittlerweile zur Landsmannschaft Teutonia gewandelt und war Mitglied der Deutschen Landsmannschaft. Aufgrund einer großen Zahl an Zweitmitgliedschaften wurde die Aufnahme in den gleichen Dachverband angestrebt. Zu jener Zeit existierten allerdings bereits acht Mitgliedskorporationen in Berlin, was die Aufnahme unmöglich machte. Nachdem sowohl Fusionsbestrebungen mit der Landsmannschaft Palaiomarchia Berlin als auch Pläne zur Wiedereröffnung der vertagten Landsmannschaft Teutonia Breslau fehlschlugen, beschloss man, den Bund in der gegenwärtigen Form weiterzuführen. Im Jahre 1914 verstärkten sich die Bemühungen um eine Fusion mit der Landsmannschaft Teutonia Heidelberg, diese wurde zwar vom Dachverband genehmigt, allerdings durch die damit verbundenen Auflagen gleichzeitig unmöglich gemacht. Während des nun folgenden Ersten Weltkrieges erlahmten sämtliche Fusionsbestrebungen sowie das komplette Bundesleben völlig. Mindestens 15 Mitglieder kehrten nicht wieder heim.
Nach Beendigung des Ersten Weltkrieges trat man erneut in Verhandlungen mit der DL. Zu dieser Zeit existierte in Rostock nur eine Mitgliedslandsmannschaft, die zudem einen so starken Zulauf hatte, das teilweise Interessenten zurückgewiesen werden mussten. Im April 1919 konnte man die Verhandlungen zu einem positiven Abschluss bringen und es wurden die Übersiedlung nach Rostock sowie der Beitritt zur DL beschlossen. Im Mai konstituierte sich die Landsmannschaft Teutonia Rostock, an Pfingsten des Jahres 1920 wurde der Beitritt zur Deutschen Landsmannschaft endgültig vollzogen. Es wurde der Zirkel geändert und als Kopfcouleur wurden nun schwarze Mützen im Biedermeierformat getragen. Kurze Zeit später wurde ein eigenes Haus erworben, die Mitgliederzahlen entwickelten sich gut und der Fechtbetrieb wurde eifrig gepflegt. Im Jahre 1936 wurde die Aktivitas aufgrund der politischen Lage suspendiert und ihr Haus in eine Wohnkameradschaft umgewandelt. Schließlich wurde das Haus sogar verkauft. 1938 siedelten Aktive der Teutonia Rostock nach Münster um und gründeten dort die Kameradschaft Teutoburg. Dabei wurden sie von ihrem Altherrenverband unterstützt, dieser kaufte im selben Jahr ein Haus, welches allerdings bei einem Bombenangriff zerstört wurde.

### Landsmannschaft Teutonia Heidelberg-Rostock (seit 1968)
Bereits seit Juli 1894 unterhielt der damalige Rechts- und Staatswissenschaftliche Verein zu Heidelberg Kartellbeziehungen zur damaligen Juristenverbindung Teutonia zu Berlin, erste gemeinsame Bundesbrüder waren Fehr, Hessenauer und Ertel. Der dritte Bund in diesem Kartell war der damalige Juristisch-Staatswissenschaftliche Verein Istaevonia zu Leipzig, die spätere VC-Turnerschaft. Zu diesem unterhielt der Heidelberger Bund bereits seit 1887 eine Kartellbeziehung.
Durch ein Versäumnis war Teutonia Berlin 1908 nicht von der Aufnahme des Heidelberger Kartellbundes in den Coburger LC benachrichtigt worden. Dies zog die Auflösung des Freundschaftsverhältnisses sowie die Austragung einer Säbelchargenforderung in Berlin nach sich. Die Aussöhnung zwischen den beiden Bünden gelang jedoch bald wieder, und da auch Teutonia Berlin Landsmannschaft werden wollte, dieses aber in Berlin nicht möglich gewesen wäre, beschloss man die Verschmelzung mit Teutonia Heidelberg. Diese wurde dann beim Pfingstkongress jedoch durch unannehmbare Bedingungen des Verbandes verhindert. 1919 siedelte Teutonia Berlin schließlich als Landsmannschaft nach Rostock über.
Bereits 1949 fand das erste Treffen der Rostocker Teuten nach dem Krieg in Münster statt. Kurz darauf begannen die Verhandlungen mit Teutonia Heidelberg. Diese wurden 1951 mit Aufnahme der Rostocker Alten Herren als Doppelbändermänner in den Altherrenverband Teutonia Heidelberg auf der Mitgliederversammlung am 21. Juli 1951 abgeschlossen. Nachdem keine Hoffnung mehr auf eine mögliche Rückkehr nach Rostock bestanden hatte, erfolgte die endgültige Verschmelzung zur Landsmannschaft Teutonia Heidelberg-Rostock im CC zu Heidelberg anlässlich des Weihnachtsgeneralconventes am 14. Dezember 1968. Das Heidelberger Wappen wurde dazu um Farben und Gründungsdatum Teutonia Rostocks erweitert.

## Bremeneck

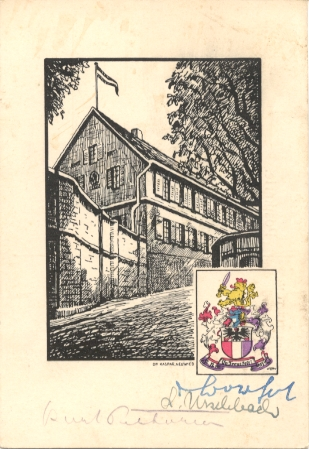
Das Bremeneck um 1930

1465 wird erstmals ein Garten namens Bremeneck am Schlosshang urkundlich erwähnt. Mit dieser Schenkungsurkunde übereignete Pfalzgraf Friedrich I. diesen Garten seiner Mätresse Clara Tott. Der Name Bremeneck geht mit ziemlicher Sicherheit auf Pfriemen zurück, eine andere Bezeichnung für Ginster, mit dem der Garten bewachsen war.
Schon 1469 verkauft Clara Tott einen Teil des Grundstückes an den Hofapotheker, in dessen Besitz es später überging. In den folgenden Jahrhunderten beherbergte das Bremeneck unter anderem eine Bierbrauerei und Brennerei und eine Schankwirtschaft.
1838 wurde das jetzige Gebäude errichtet und speziell gegen Ende des 19. Jahrhunderts fanden regelmäßig Gartenfrühschoppen der Heidelberg Korporationen dort statt. 1919 wurde das Haus mit Anwesen schließlich von der Landsmannschaft Teutonia erworben, der es noch heute gehört.

## PV auf dem Bremeneck
Die Landsmannschaft Teutonia Heidelberg-Rostock  beherbergt eine verbindungseigene Schülerverbindung. Am 31. Oktober 1999 wurde die Pennälerverbindung auf dem Bremeneck zu Heidelberg gegründet. Die PV ist farbentragend und nichtschlagend. Die PV trägt die alten Fuchsenfarben der Landsmannschaft Teutonia-Rostock, nämlich „Weiß-Schwarz-Weiß“ (auf rotem Hintergrund). Des Weiteren ist die PV auf dem Bremeneck vollkommen unabhängig vom Convent der Landsmannschaft Teutonia Heidelberg. Die PV organisiert und strukturiert sich hierbei gemäß den üblichen Freiheiten eines Abiturienten selbst. Veranstaltungen werden in der Regel ebenfalls auf dem Bremeneck abgehalten.

## Verhältnisse
Die Landsmannschaft Teutonia Heidelberg-Rostock ist Mitglied des Treubundes. Ferner bestehen Freundschaftsverhältnisse jeweils mit der Landsmannschaft Franconia-Teutonia auf der Schanz zu Regensburg, Cimbria Königsberg zu Saarbrücken und der Landsmannschaft Chattia Gießen.

## Bekannte Mitglieder
- Julius Döpfner (1875–1936), Oberamtmann, Direktor des Oberversicherungsamtes und des Versorgungsgerichts Karlsruhe
- Julius Finter (1872–1941), Oberbürgermeister von Karlsruhe
- Karl-Heinz Gerhard, Ehem. Hauptgeschäftsführer des europäischen Steuerberaterverbandes (CFE)
- Paul Haußer (1880–1966), Karlsruher Polizeipräsident und Präsident des Badischen Verwaltungsgerichtshofes[10]
- Karl Müller (Jurist) (1889–1964), Vizepräsident
- Richard Heine (1890–1991), Arzt
- Fritz Hippler (1909–2002), Reichsfilmintendant (1942–1944), Regisseur des Films Der ewige Jude
- Gerhard Ott (1929–2001), Chirurg und Hochschullehrer
- Johannes Rupp (1903–1978), Rechtsanwalt und Politiker (NSDAP)[11]
- Josef Schmitt (1874–1939), Jurist und Politiker (ZENTRUM), badischer Staatspräsident[12]
- Hermann Schweitzer (1871–1933), Kunsthistoriker und Museumsdirektor
- Eux Stocke (1895–1992), Unternehmer und Mäzen in den Bereichen Sport und Kultur